# Bjørn Martin Kristensen
Bjørn Martin Davis Kristensen (Oslo, 4 maggio 2002) è un calciatore norvegese naturalizzato filippino, attaccante del KFUM Oslo e della Nazionale filippina.

## Biografia
Kristensen è nato in Norvegia da padre norvegese e madre filippina, il che lo rende eleggibile per entrambe le Nazionali.

## Carriera

### Club
A livello giovanile, Kristensen ha giocato per l'Hauketo e per il Nordstrand. Ha esordito con la prima squadra di quest'ultimo club in data 19 ottobre 2019, sostituendo Christian Guillermo Njøten nella sfida persa in casa col punteggio di 0-1 contro il Kråkerøy, sfida valida per il campionato di 3. divisjon. Nel campionato seguente non ha disputato alcuna partita a causa della cancellazione dei campionati minori norvegesi dovuta alla pandemia di COVID-19.
Il 10 dicembre 2020 è stato ufficializzato il suo passaggio al Grorud, compagine all'epoca militante in 1. divisjon: il trasferimento sarebbe stato ratificato a partire dal mese di gennaio 2021, alla riapertura del calciomercato locale. Ha esordito in campionato in data 20 maggio 2021, sostituendo Oscar Aga nella vittoria per 1-0 contro lo Strømmen. Il 15 settembre successivo ha trovato il primo gol con questa casacca, nella sconfitta per 6-2 subita sul campo dell'Aalesund.
Il 23 agosto 2022 è stato reso noto il suo trasferimento all'Aalesund: ha firmato un contratto valido fino al 31 dicembre 2025. L'11 settembre seguente ha quindi debuttato in Eliteserien, subentrando a Gilbert Koomson nella sconfitta interna per 1-3 subita contro il Sarpsborg 08. L'11 giugno 2023 ha realizzato il primo gol nella massima divisione locale, nella partita persa per 2-3 contro il Tromsø.
Il 19 dicembre 2024 è stato ufficializzato il suo trasferimento al KFUM Oslo.

### Nazionale
Nel corso del 2021, Kristensen ha rappresentato la Norvegia Under-20. Nel 2024, è stato tra i calciatori contattati da Tom Saintfiet – commissario tecnico delle Filippine – per convincerlo a giocare per questa Nazionale. È stato quindi incluso tra i convocati delle Filippine per l'edizione 2024 del Pestabola Merdeka. Ha esordito quindi in Nazionale durante questa manifestazione, in data 4 settembre: è stato titolare nella sconfitta per 2-1 subita contro la Malaysia. L'11 ottobre 2024 ha realizzato il primo gol, nella partita persa per 3-1 contro la Thailandia.

## Statistiche

### Presenze e reti nei club
Statistiche aggiornate al 25 marzo 2025.
| Stagione          | Club              | Campionato                                                                     | Campionato                                                                     | Campionato                                                                     | Coppe nazionali                                                                | Coppe nazionali                                                                | Coppe nazionali                                                                | Coppe continentali                                                             | Coppe continentali                                                             | Coppe continentali                                                             | Supercoppe                                                                     | Supercoppe                                                                     | Supercoppe                                                                     | Totale                                                                         | Totale                                                                         |
| Stagione          | Club              | Comp                                                                           | Pres                                                                           | Reti                                                                           | Comp                                                                           | Pres                                                                           | Reti                                                                           | Comp                                                                           | Pres                                                                           | Reti                                                                           | Comp                                                                           | Pres                                                                           | Reti                                                                           | Pres                                                                           | Reti                                                                           |
| ----------------- | ----------------- | ------------------------------------------------------------------------------ | ------------------------------------------------------------------------------ | ------------------------------------------------------------------------------ | ------------------------------------------------------------------------------ | ------------------------------------------------------------------------------ | ------------------------------------------------------------------------------ | ------------------------------------------------------------------------------ | ------------------------------------------------------------------------------ | ------------------------------------------------------------------------------ | ------------------------------------------------------------------------------ | ------------------------------------------------------------------------------ | ------------------------------------------------------------------------------ | ------------------------------------------------------------------------------ | ------------------------------------------------------------------------------ |
| 2019              | Nordstrand        | 3D                                                                             | 1                                                                              | 0                                                                              | CN                                                                             | 0                                                                              | 0                                                                              | -                                                                              | -                                                                              | -                                                                              | -                                                                              | -                                                                              | -                                                                              | 1                                                                              | 0                                                                              |
| 2020              | Nordstrand        | La stagione è stata cancellata a causa della pandemia di COVID-19 in Norvegia. | La stagione è stata cancellata a causa della pandemia di COVID-19 in Norvegia. | La stagione è stata cancellata a causa della pandemia di COVID-19 in Norvegia. | La stagione è stata cancellata a causa della pandemia di COVID-19 in Norvegia. | La stagione è stata cancellata a causa della pandemia di COVID-19 in Norvegia. | La stagione è stata cancellata a causa della pandemia di COVID-19 in Norvegia. | La stagione è stata cancellata a causa della pandemia di COVID-19 in Norvegia. | La stagione è stata cancellata a causa della pandemia di COVID-19 in Norvegia. | La stagione è stata cancellata a causa della pandemia di COVID-19 in Norvegia. | La stagione è stata cancellata a causa della pandemia di COVID-19 in Norvegia. | La stagione è stata cancellata a causa della pandemia di COVID-19 in Norvegia. | La stagione è stata cancellata a causa della pandemia di COVID-19 in Norvegia. | La stagione è stata cancellata a causa della pandemia di COVID-19 in Norvegia. | La stagione è stata cancellata a causa della pandemia di COVID-19 in Norvegia. |
| Totale Nordstrand | Totale Nordstrand | Totale Nordstrand                                                              | 1                                                                              | 0                                                                              |                                                                                | 0                                                                              | 0                                                                              |                                                                                | -                                                                              | -                                                                              |                                                                                | -                                                                              | -                                                                              | 1                                                                              | 0                                                                              |
| 2021              | Grorud            | 1D                                                                             | 16                                                                             | 5                                                                              | CN                                                                             | 3                                                                              | 0                                                                              | -                                                                              | -                                                                              | -                                                                              | -                                                                              | -                                                                              | -                                                                              | 19                                                                             | 5                                                                              |
| gen.-ago. 2022    | Grorud            | 1D                                                                             | 19                                                                             | 5                                                                              | CN                                                                             | 2                                                                              | 0                                                                              | -                                                                              | -                                                                              | -                                                                              | -                                                                              | -                                                                              | -                                                                              | 21                                                                             | 5                                                                              |
| Totale Grorud     | Totale Grorud     | Totale Grorud                                                                  | 35                                                                             | 10                                                                             |                                                                                | 5                                                                              | 0                                                                              |                                                                                | -                                                                              | -                                                                              |                                                                                | -                                                                              | -                                                                              | 40                                                                             | 10                                                                             |
| ago.-dic. 2022    | Aalesund          | ES                                                                             | 5                                                                              | 0                                                                              | CN                                                                             | -                                                                              | -                                                                              | -                                                                              | -                                                                              | -                                                                              | -                                                                              | -                                                                              | -                                                                              | 5                                                                              | 0                                                                              |
| 2023              | Aalesund          | ES                                                                             | 29                                                                             | 4                                                                              | CN                                                                             | 2                                                                              | 1                                                                              | -                                                                              | -                                                                              | -                                                                              | -                                                                              | -                                                                              | -                                                                              | 31                                                                             | 5                                                                              |
| 2024              | Aalesund          | 1D                                                                             | 11                                                                             | 1                                                                              | CN                                                                             | 0                                                                              | 0                                                                              | -                                                                              | -                                                                              | -                                                                              | -                                                                              | -                                                                              | -                                                                              | 11                                                                             | 1                                                                              |
| Totale Aalesund   | Totale Aalesund   | Totale Aalesund                                                                | 45                                                                             | 5                                                                              |                                                                                | 2                                                                              | 1                                                                              |                                                                                | -                                                                              | -                                                                              |                                                                                | -                                                                              | -                                                                              | 47                                                                             | 6                                                                              |
| 2025              | KFUM Oslo         | ES                                                                             | 0                                                                              | 0                                                                              | CN                                                                             | 0                                                                              | 0                                                                              | -                                                                              | -                                                                              | -                                                                              | -                                                                              | -                                                                              | -                                                                              | 0                                                                              | 0                                                                              |
| Totale            | Totale            | Totale                                                                         | 81                                                                             | 15                                                                             |                                                                                | 7                                                                              | 1                                                                              |                                                                                | -                                                                              | -                                                                              |                                                                                | -                                                                              | -                                                                              | 88                                                                             | 16                                                                             |